# روبرت أريكسون (لاعب كرة مضرب)
روبرت أريكسون هو لاعب كرة مضرب سويدي، ولد في 7 سبتمبر 1971.

## وصلات خارجية
- روبرت أريكسون على موقع رابطة محترفي التنس (الإنجليزية)
- روبرت أريكسون على موقع الاتحاد الدولي لكرة المضرب (الإنجليزية)
- روبرت أريكسون على موقع خلاصة التنس.كوم (الإنجليزية)